# 1985 en sport automobile
Chronologie du Sport automobile
1984 en sport automobile - 1985 en sport automobile - 1986 en sport automobile
Les faits marquants de l'année 1985 en sport automobile

## Par mois

### Février
- 1er février : Ari Vatanen impose sa 205 Turbo 16 au rallye Monte-Carlo.

### Mars
- 25 mars, (Formule 1) : Grand Prix automobile du Brésil.

### Avril
- 21 avril (Formule 1) : Grand Prix automobile du Portugal.

### Mai
- 5 mai (Formule 1) : Grand Prix automobile de Saint-Marin.
- 19 mai (Formule 1) : Grand Prix automobile de Monaco.

### Juin
- 15 juin : départ de la cinquante-troisième édition des 24 Heures du Mans.
- 16 juin : (Formule 1) : le pilote automobile italien Michele Alboreto remporte le Grand Prix du Canada à Montréal, sur une Ferrari.
- 23 juin (Formule 1) : Grand Prix automobile de Détroit.

### Juillet
- 7 juillet (Formule 1) : victoire du brésilien Nelson Piquet sur une Brabham-BMW au Grand Prix automobile de France.
- 21 juillet (Formule 1) : Grand Prix automobile de Grande-Bretagne.

### Août
- 4 août (Formule 1) : Grand Prix automobile d'Allemagne.
- 18 août (Formule 1) : Grand Prix d'Autriche.
- 25 août (Formule 1) : Grand Prix automobile des Pays-Bas.

### Septembre
- 8 septembre (Formule 1) : Grand Prix automobile d'Italie.
- 15 septembre (Formule 1) : Grand Prix automobile de Belgique.

### Octobre
- 6 octobre (Formule 1) : Grand Prix automobile d'Europe.
- 13 octobre (Formule 1) : Alain Prost devient le premier Français à remporter le Championnat du monde de Formule 1 au volant d'une McLaren-TAG Porsche.
- 19 octobre (Formule 1) : Grand Prix automobile d'Afrique du Sud.

### Novembre
- 3 novembre (Formule 1) : Grand Prix automobile d'Australie.

## Naissances
- 4 janvier : 
  - Leo Mansell, pilote automobile britannique, fils du champion du monde de Formule 1 Nigel Mansell.
  - Fernando Rees, pilote automobile brésilien.
- 7 janvier : Lewis Hamilton, pilote automobile britannique.
- 11 janvier : Kazuki Nakajima, pilote automobile japonais.
- 20 février : Charlie Kimball, pilote automobile américain évoluant en IndyCar.
- 12 mars : Marco Bonanomi, pilote automobile italien.
- 19 mars : Ernesto José Viso Lossada,  pilote automobile vénézuélien.
- 30 mars : Giacomo Ricci, pilote automobile italien.
- 25 avril : Giedo Van der Garde, pilote automobile néerlandais.
- 27 mai : Franck Mailleux, pilote automobile français.
- 27 juin : Nico Rosberg, pilote automobile allemand.
- 25 juillet : Nelson Angelo Piquet, pilote automobile brésilien.
- 30 juillet : João Urbano, pilote automobile portugais.
- 9 août : Luca Filippi, pilote automobile italien.

- 25 août : James Rossiter, pilote automobile anglais.
- 27 août : Maro Engel, pilote automobile allemand.
- 10 novembre : Marco Barba, pilote automobile espagnol et frère d'Álvaro Barba.
- 5 décembre : Frankie Muniz, acteur américain, musicien et pilote automobile.
- 16 décembre : James Nash, pilote automobile britannique.

## Décès
- 3 avril : Helmut Niedermayr, pilote automobile allemand.
- 17 avril : Mario Mazzacurati, pilote automobile italien, (° 21 octobre 1903)
- 12 août : Manfred Winkelhock, décède lors des 1 000 kilomètres de Mosport sur Porsche.
- 2 juillet : David Purley, pilote automobile britannique. (° 26 janvier 1945).
- 1er septembre : Stefan Bellof, décède lors d'une course à Spa-Francorchamps.
- 26 octobre : Dimitri Djordjadze, géorgien dont la famille membre de dynastie régnante était originaire de Tbilissi, occasionnellement un pilote automobile au début des années 1930. (° 28 octobre 1898).
- 8 novembre : Masten Gregory, pilote automobile américain de Formule 1, ayant disputé 38 Grands Prix en championnat du monde de 1957 à 1965. (° 29 février 1932).
- 27 décembre : Jean Rondeau, pilote et constructeur automobile français, (° 13 mai 1946).